# Pūrna
Pūrna är en ort i Indien.   Den ligger i distriktet Parbhani och delstaten Maharashtra, i den centrala delen av landet, 1 100 km söder om huvudstaden New Delhi. Pūrna ligger 381 meter över havet och antalet invånare är 34 888.
Terrängen runt Pūrna är platt. Runt Pūrna är det ganska tätbefolkat, med 248 invånare per kvadratkilometer. Det finns inga andra samhällen i närheten. Trakten runt Pūrna består till största delen av jordbruksmark.